# Leptodactylus plaumanni
Leptodactylus plaumanni är en groddjursart som beskrevs av Ahl 1936. Leptodactylus plaumanni ingår i släktet Leptodactylus och familjen tandpaddor. IUCN kategoriserar arten globalt som livskraftig. Inga underarter finns listade i Catalogue of Life.